# Ursula Wiesemann
Ursula Wiesemann (* 29. Mai 1932 in Berlin; † 15. August 2022 in Dietzhölztal) war eine deutsche Sprachwissenschaftlerin und Bibelübersetzerin. Als Missionarin war sie Mitgründerin des Missionswerks Wycliff Deutschland. In Südbrasilien lebte sie unter den Kaingang-Indianern, lernte ihre Sprache, entwickelte eine Schrift dafür und übersetzte das Neue Testament.

## Leben und Wirken
Wiesemann wuchs mit 15 weiteren Geschwistern in einer Pastorenfamilie auf. Sie fand während der Kriegsjahre, die sie bei ihrer Tante in Bad Wildungen verbrachte, zum Glauben und ließ sich 1946 nach der ersten Evangelisation, die nach Kriegsende stattfand, taufen. Infolge der Währungsreform 1948 musste sie das Gymnasium mit der Mittleren Reife vorzeitig verlassen. Nachdem sie 15 Monate als Au-pair bei einer Pastorenfamilie in England verbracht hatte, half sie über ein Jahr lang im Haushalt ihrer Mutter.
Von 1952 bis 1954 besuchte sie die Bibelschule Emmaüs in Vennes sur Lausanne, Schweiz. Anschließend war sie auf Einladung der Eltern einer Wycliff-Mitarbeiterin in Detroit und besuchte bis 1956 die Bibelschule in Norman, Oklahoma, wo sie zum ersten Mal von der Arbeit der Wycliff-Bibelübersetzer hörte. Ab 1955 absolvierte sie SIL-Kurse und bewarb sich bei „Wycliffe Bible Translators“, da sie darin Chancen zur Mitarbeit an der Bibelübersetzung weltweit sah. Nach einem Praktikum in der Gemeinde in Detroit kehrte sie nach Deutschland zurück, wo sie für ihre künftige Arbeit um finanzielle Unterstützung warb. 1957 machte sie am SIL in England ihre erste Lehrerfahrung und reiste Ende des Jahres als Missionarin der Allianz-Mission per Schiff nach Rio de Janeiro (Brasilien) aus. Nach dem Erlernen der einheimischen Sprache begann 1958 ihre Arbeit unter den Kaingang-Indianern. 19 Jahre lang übersetzte sie das Neue Testament in die Sprache der Kaingang, die sie inzwischen als „Mutter der Schriftsprache“ verehren. Sie war zudem an einer 2006 fertiggestellten revidierten Fassung beteiligt. Sie wurde die erste Deutsche in den Reihen der Wycliff-Bibelübersetzer.
1961 unterrichtete sie einen SIL-Kurs in England, wo sie von ihrem Direktor angehalten wurde, Linguistik zu studieren. Nach einem Studium der Linguistik, Phonetik und Ethnologie an der Universität zu Köln promovierte sie dort 1966 mit einer Arbeit über die Kaingang-Sprache und kehrte nach Brasilien zurück. Dort entstand 1970 eine Lehrer-Ausbildungsschule für Indianer, deren Leitung sie bis zur Übergabe 1971 innehatte; sie blieb aber als Beraterin und Mitarbeiterin bis 1974. 1973/74 übernahm sie eine Gastprofessur in Köln. Als im Oktober 1977 das NT den Kaingang-Indianern übergeben werden konnte, folgten weitere Lehrtätigkeiten: ab April 1978 in Kamerun als Linguistische Beraterin und zwischen 1980 und 1986 als Professorin an der Universität Yaoundé. 1988 unterrichtete sie an der AWM in Korntal „Kultur und Sprache“. Zudem nahm sie Lehraufträge an Universitäten und Regierungsprogrammen in Benin (1988–1994) und anderen Ländern Afrikas wahr, so auch als UNESCO-Beraterin. Durch die Entwicklung des Ausbildungsprogramms „Entdecke deine Sprache“ konnten ab 1980 in etlichen afrikanischen Ländern Muttersprach-Linguisten ausgebildet werden.
Wiesemann war Leiterin des Wycliff-Seminars für Sprachmethodik (heute Seminar für Sprache und Kultur) und leitete von 1994 bis zu ihrem Ruhestand 2002 das 1962 von ihr mitgegründete Missionswerk Wycliff in Burbach-Holzhausen. Dort werden Mitarbeiter für Alphabetisierungsprogramme und Bibelübersetzungsprojekte ausgebildet. Auch in ihrem Ruhestand reiste sie noch immer regelmäßig nach Brasilien, wo sie an der Entwicklung einer neuen Orthographie für das Hunsrückische beteiligt war, das unter anderem für Lehrmaterialien des Hunsrückischen im lokalen Schulsystem in Santa Maria do Herval verwendet wird.
Sie verfasste viele christliche Sachbücher sowie Fachbücher, die in Deutsch, Englisch, Französisch und Portugiesisch erschienen sind und die Themen Phonologie, Entwicklung von Orthographien, Morphologie, Textanalyse und Sprachlernmethodik umfassen.

## Veröffentlichungen
- Die phonologische und grammatische Struktur der Kaingáng-Sprache (Dissertation, Philologische Fakultät, Köln 1969)
- Die Indios, meine Freunde. Als Frau unter südamerikanischen Indianern, R. Brockhaus Verlag, Wuppertal 1977, ISBN 978-3-417-20250-2.
- Mission und Menschenrechte, R. Brockhaus Verlag, Wuppertal 1979, ISBN 978-3-417-12196-4.
- Pedrinho, ein Indianer entdeckt die Bibel, Bundes-Verlag, Witten 1996, ISBN 978-3-926417-35-0.
- Contibuição ao desenvolvimento de uma ortografia da língua Hunsrik falada na América do Sul, Associação Internacional de Linguística SIL Brasil, Cuiabá/MT 2008.
- Mein Leben für die Sprachforschung. Bibelübersetzung unter den Kaingáng-Indianern, Bundes-Verlag, Witten 2014, ISBN 978-3-86258-044-6.

als Herausgeberin
- Chadic language studies in Northern Cameroon, Africana Marburgensia, Marburg/Lahn 1981.
- Pronominal systems (Continuum, Band 5), Narr Francke Attempto, Tübingen 1986, ISBN 978-3-87808-335-1.
- Verstehen und verstanden werden. Praktisches Handbuch zum Fremdsprachenerwerb, Ed. VLM, Johannis-Verlag, Lahr 1992, ISBN 978-3-88002-495-3.
- Phonologie. Ein Lehrbuch. Untersuchungen zu den Sprachen und Kulturen der Welt (Seminar für Sprachmethodik), Verlag für Kultur und Wissenschaft, Bonn 1997, ISBN 978-3-926105-77-6.